# Mikuláš Dzurinda
Mikuláš Dzurinda (Spišský Štvrtok, 4. veljače 1955.), slovački političar i u dva mandata bio predsjednik vlade Slovačke. 

## Životopis
Rođen je u selu Spišský Štvrtok. Završio je srednju željezničku školi, a 1979. godine je diplomirao na Sveučilištu za promet i veze u Žilini, gdje je 1988. godine završio i postdiplomske studije. Radio je na Institutu za promet u Žilini kao ekonomski analitičar od 1979. do 1988. godine. Bio je direktor za informacijske tehnologije na regionalnoj direkciji čehoslovačkih državnih željeznica u Bratislavi od 1988. do 1990. godine. Oženjen je i ima dvije kćerke. Pored materinjeg slovačkog govori engleski i francuski jezik.
Osnivač je i čelnik Slovačke demokratske koalicije (SDK), zatim Slovačke demokratske i kršćanske unije-Demokratska stranka. Od 2002. do 2006. njegova stranka osniva koalicijsku vladu s Kršćansko-demokratskim pokretom, Savezom Novih građanina i Strankom mađarske koalicije. Vlada Mikuláš Dzurinde je označena kao reformistička. Uspjeh reformi vlade govori o završenim pristupnim pregovorima s EU i ulazak Slovačke u EU i transatlanske gospodarske i političke strukture.
1991. je bio pomoćnik ministra prometa; od ožujka 1994. do listopada 1994. bio je ministar prometa, pošte i telekomunikacija. Od 1998. do 2006. bio je premijer u dva mandata i to od 30. listopada 1998. do 15. listopada 2002. prvi mandat, a drugi je trajao od 16. listopada 2002. do 4. srpnja 2006. godine. Od srpnja 2010. do travnja 2012. bio je ministar vanjskih poslova u vladi Ivete Radičove.